# Verner Ljunggren
Verner Ljunggren   (Suècia, 29 de novembre de 1921 - 7 de maig de 2006) fou un atleta suec, especialista en marxa atlètica, que va competir entre les dècades de 1940 i 1950. Era germà del també marxador John Ljunggren.
En el seu palmarès destaca una medalla de bronze en la cursa dels 50 quilòmetres marxa al Campionat d'Europa d'atletisme de 1950, rere Pino Dordoni i el seu germà John. Va ser campió de Suècia dels 50 quilòmetres marxa el 1955 i 1956 i dels 20 quilòmetres marxa el 1957. El 1956 va establir el rècord nacional dels 50 km.